# 東三国駅

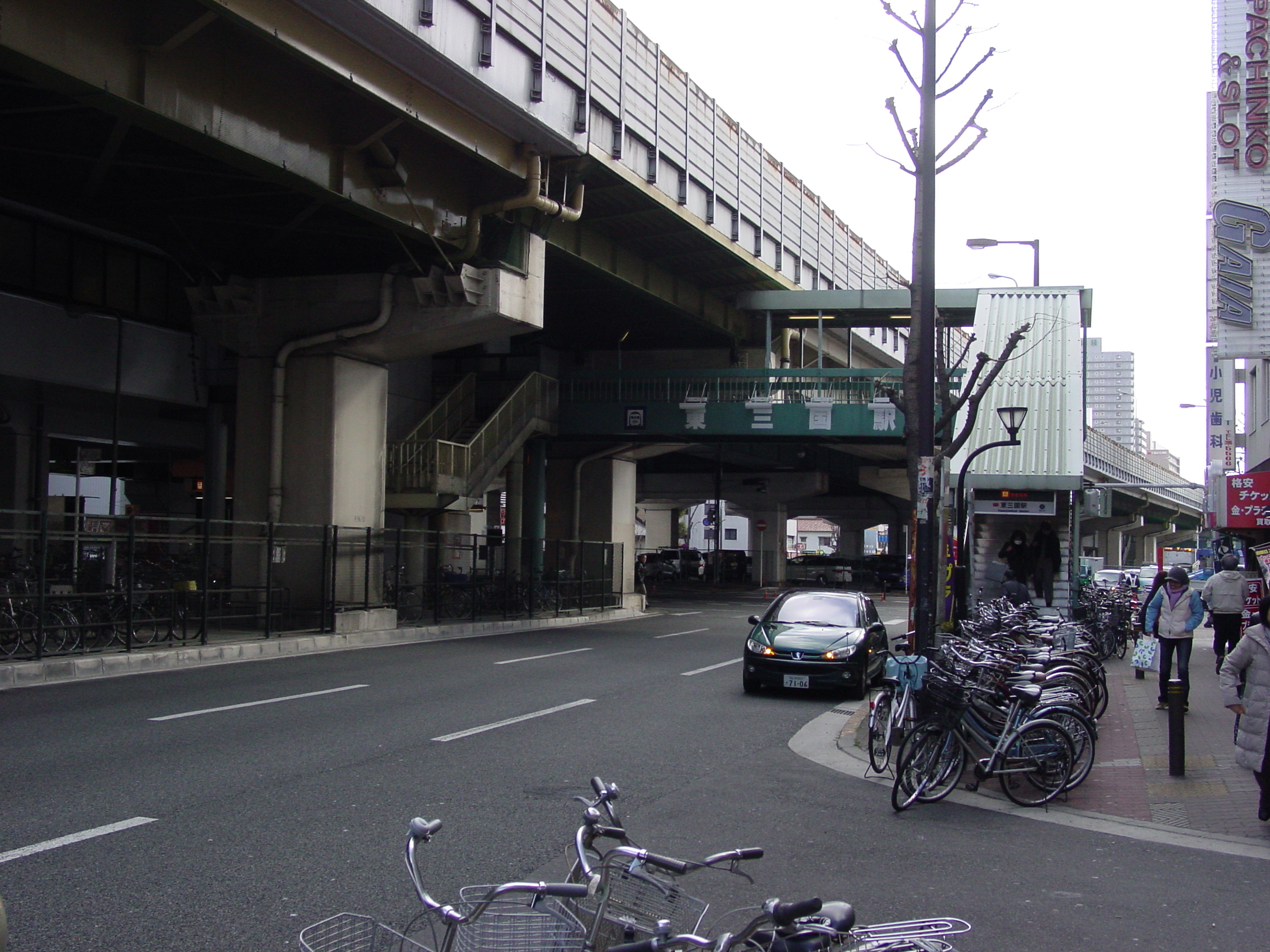
交通局時代の駅出入口の様子（2010年2月）

東三国駅（ひがしみくにえき）は、大阪府大阪市淀川区東三国一丁目にある、大阪市高速電気軌道 (Osaka Metro) 御堂筋線の駅。駅番号はM12。

## 歴史
- 1970年（昭和45年）2月24日：御堂筋線新大阪 - 江坂間延伸時に開業。
- 1974年（昭和49年）7月22日：分区により駅の所在地が東淀川区から淀川区に変更となる。
- 2018年（平成30年）4月1日：大阪市交通局の民営化により、所属事業者・管轄が大阪市高速電気軌道 (Osaka Metro) に変更。
- 2022年（令和4年）1月15日：可動式ホーム柵の使用を開始[1]。

## 駅構造
島式ホーム1面2線を有する高架駅。2階に改札・コンコース、3階にホームがある。改札口は南北2か所にある。
昇降設備は、改札からホームは北改札内が上りエスカレーターとエレベーターがあり、地上から改札は3号出入口にエレベーターがあり、エスカレーターはない。南改札内にはエスカレーター、エレベーターはない。
トイレは北改札内、南改札内のそれぞれにあり、どちらもオストメイトに対応した多機能トイレがある。
当駅は梅田管区駅に所属し、江坂駅が管轄している。

### のりば
| 番線 | 路線     | 行先                               |
| ---- | -------- | ---------------------------------- |
| 1    | 御堂筋線 | 梅田・なんば・天王寺・なかもず方面 |
| 2    | 御堂筋線 | 箕面萱野方面                       |

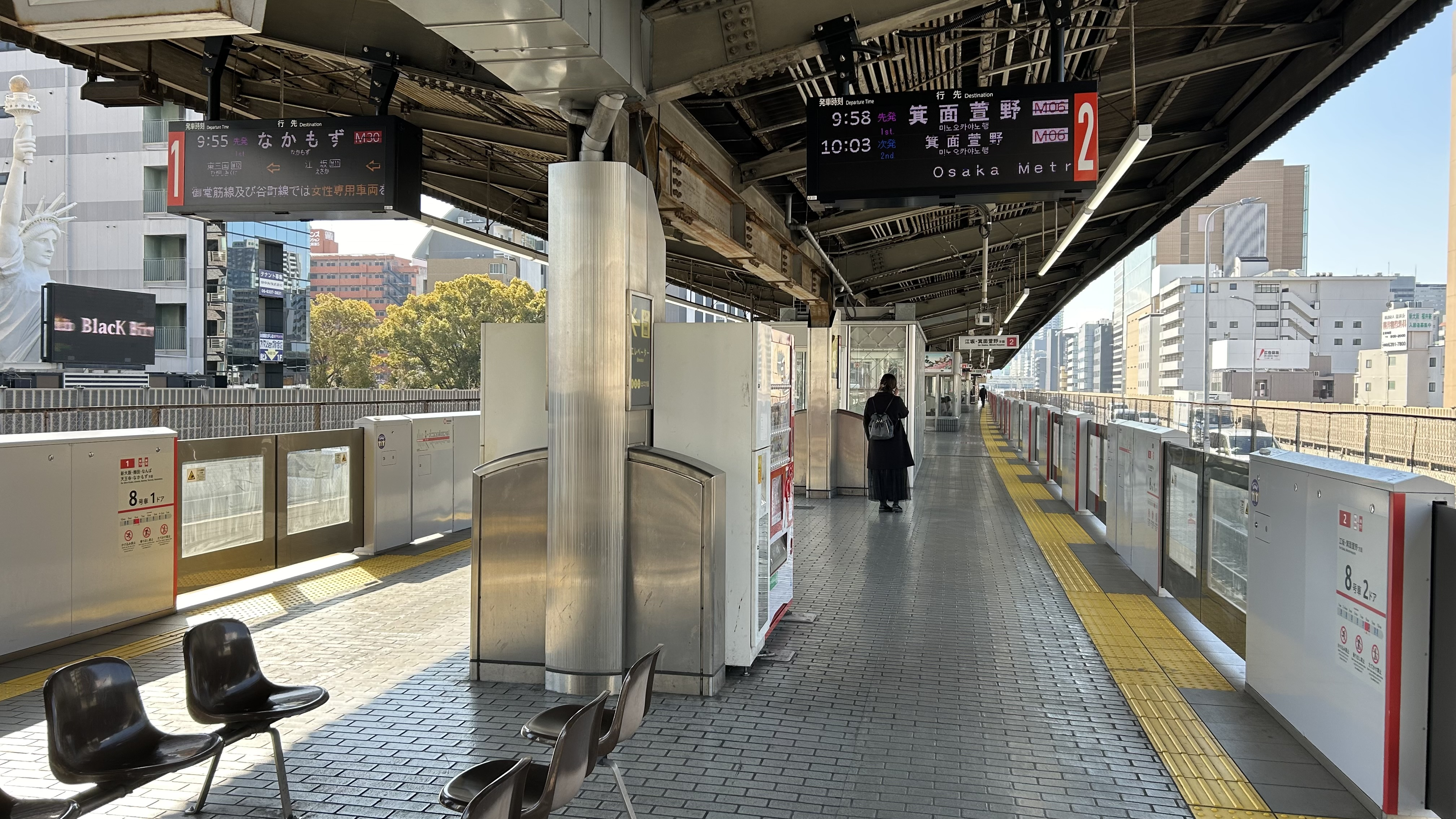
ホーム
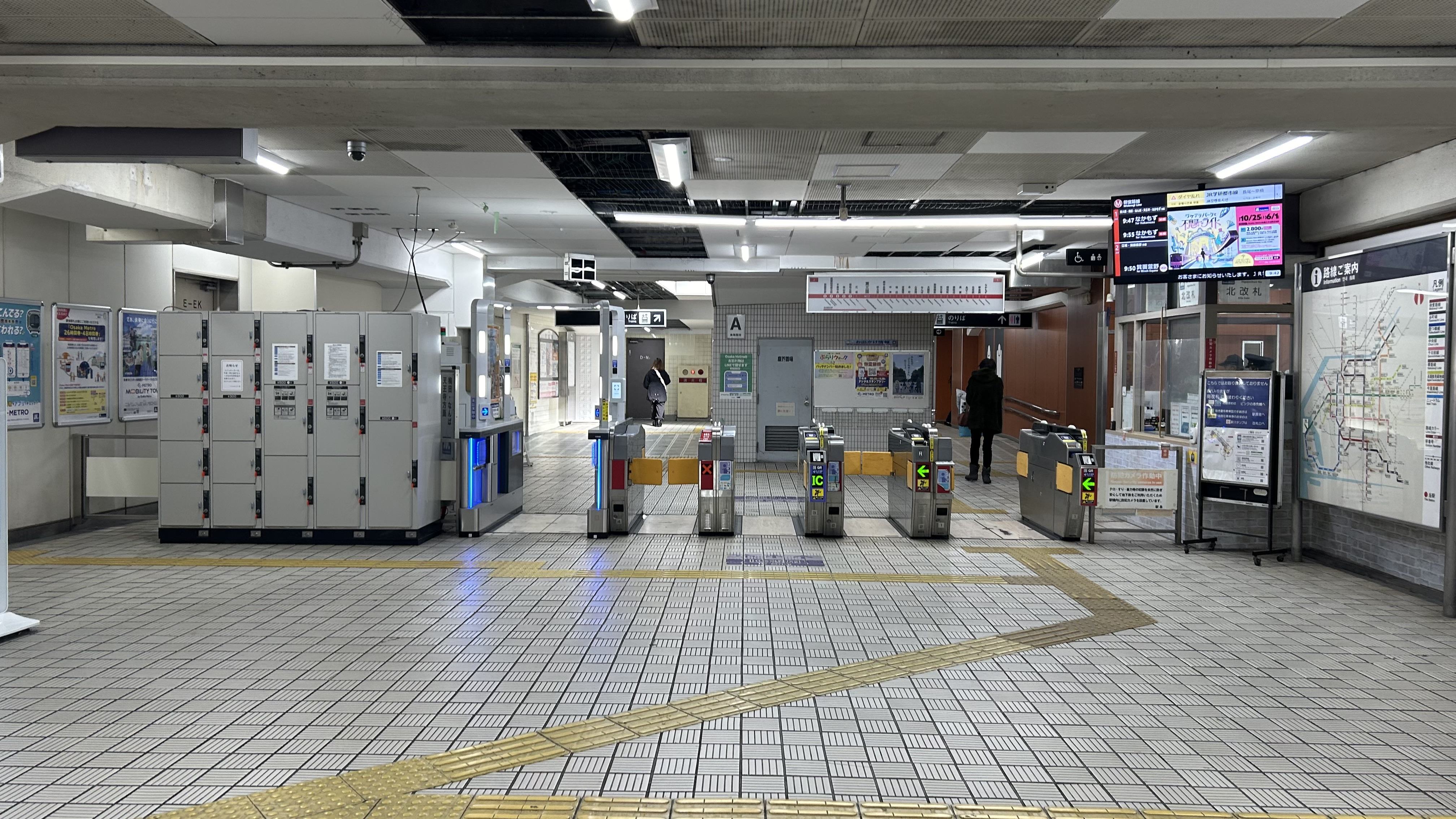
北改札
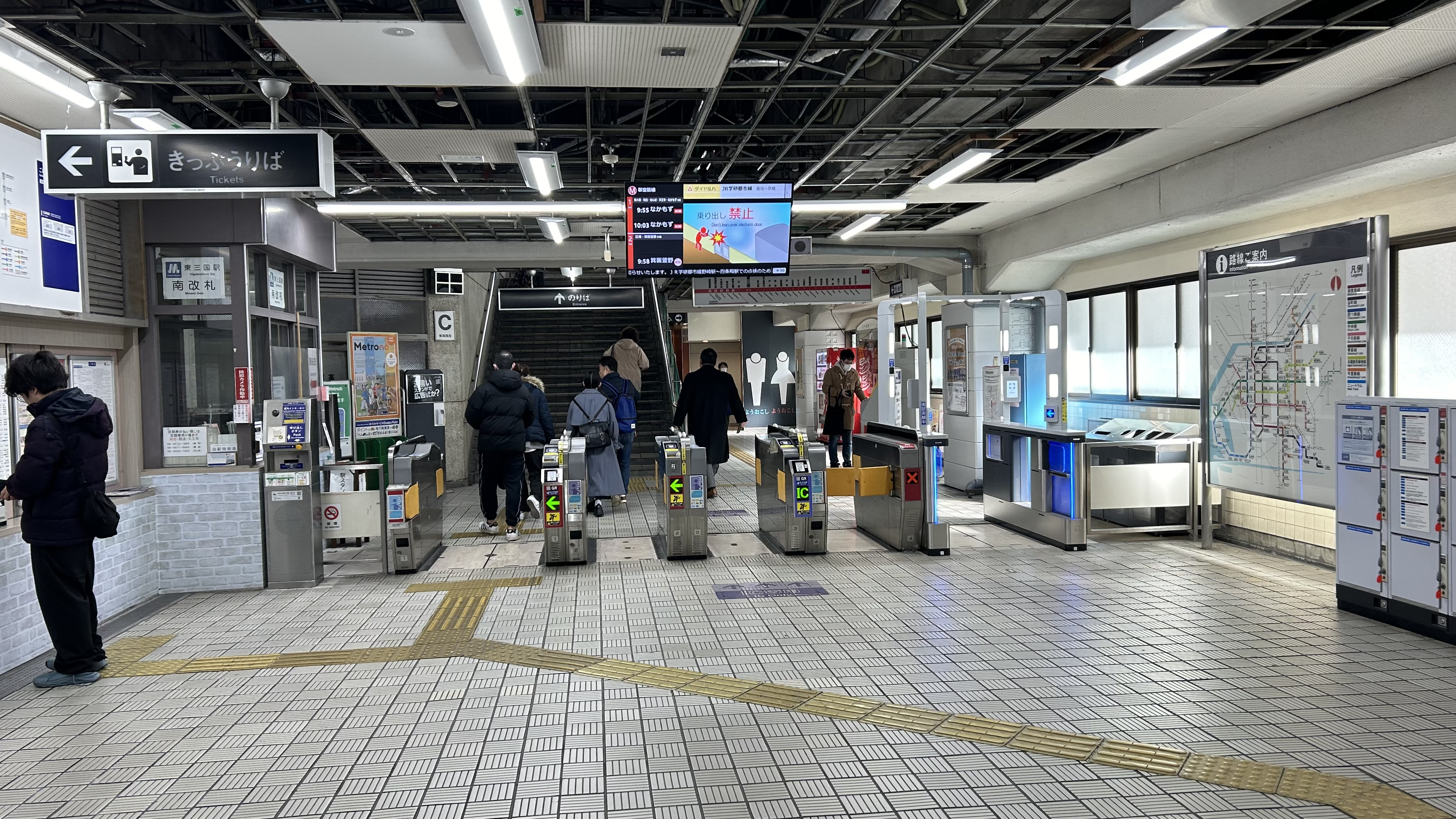
南改札

### 出口
| 出口番号 | 出口周辺           | 接続改札 | 備考             |
| -------- | ------------------ | -------- | ---------------- |
| 1        | シティバスのりば   | 北改札   |                  |
| 2        |                    | 北改札   |                  |
| 3        | 自転車駐車場連絡口 | 北改札   | エレベーターあり |
| 4        |                    | 南改札   |                  |
| 5        |                    | 南改札   |                  |
| 6        | 自転車駐車場連絡口 | 南改札   |                  |

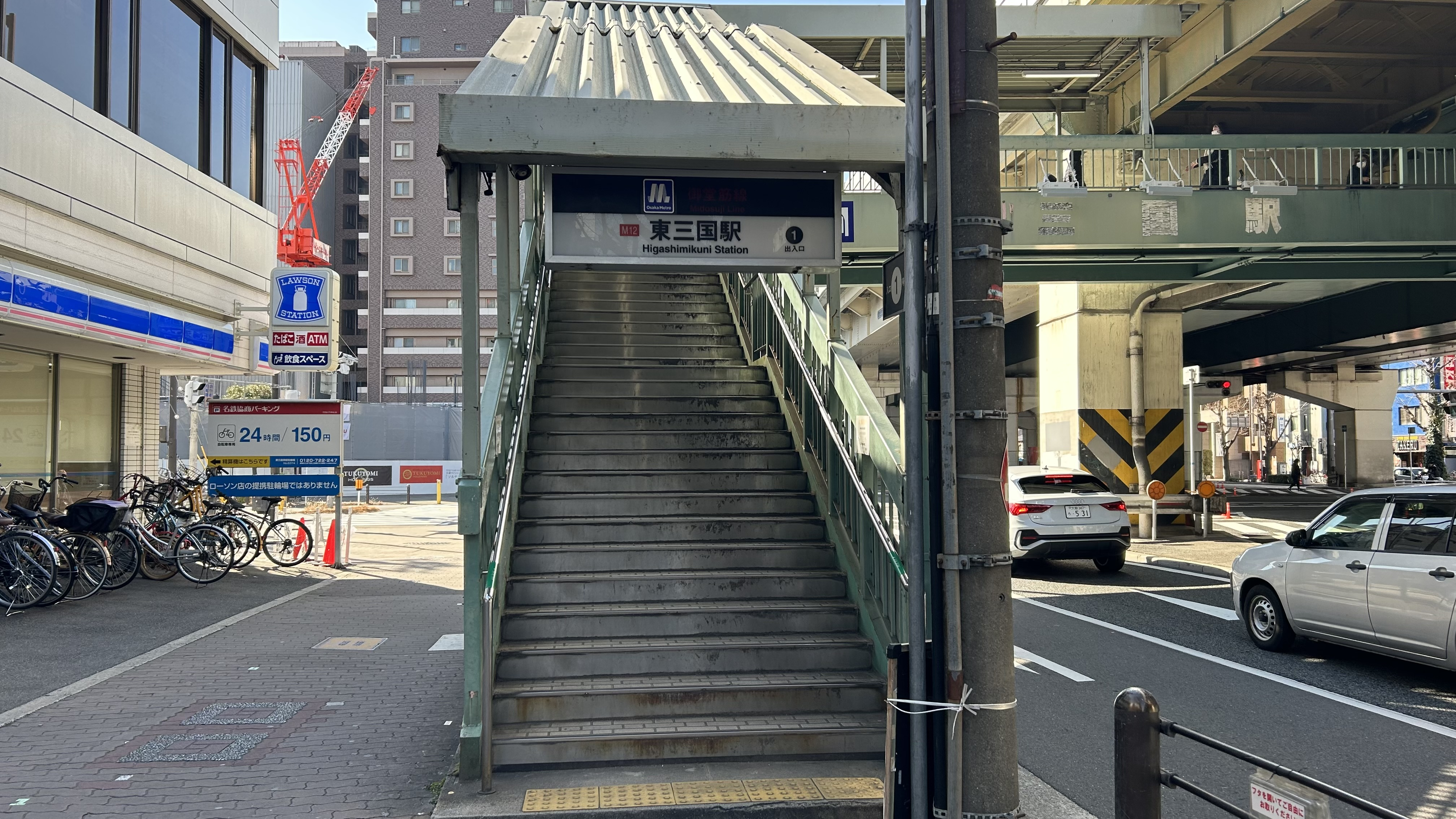
1号出入口
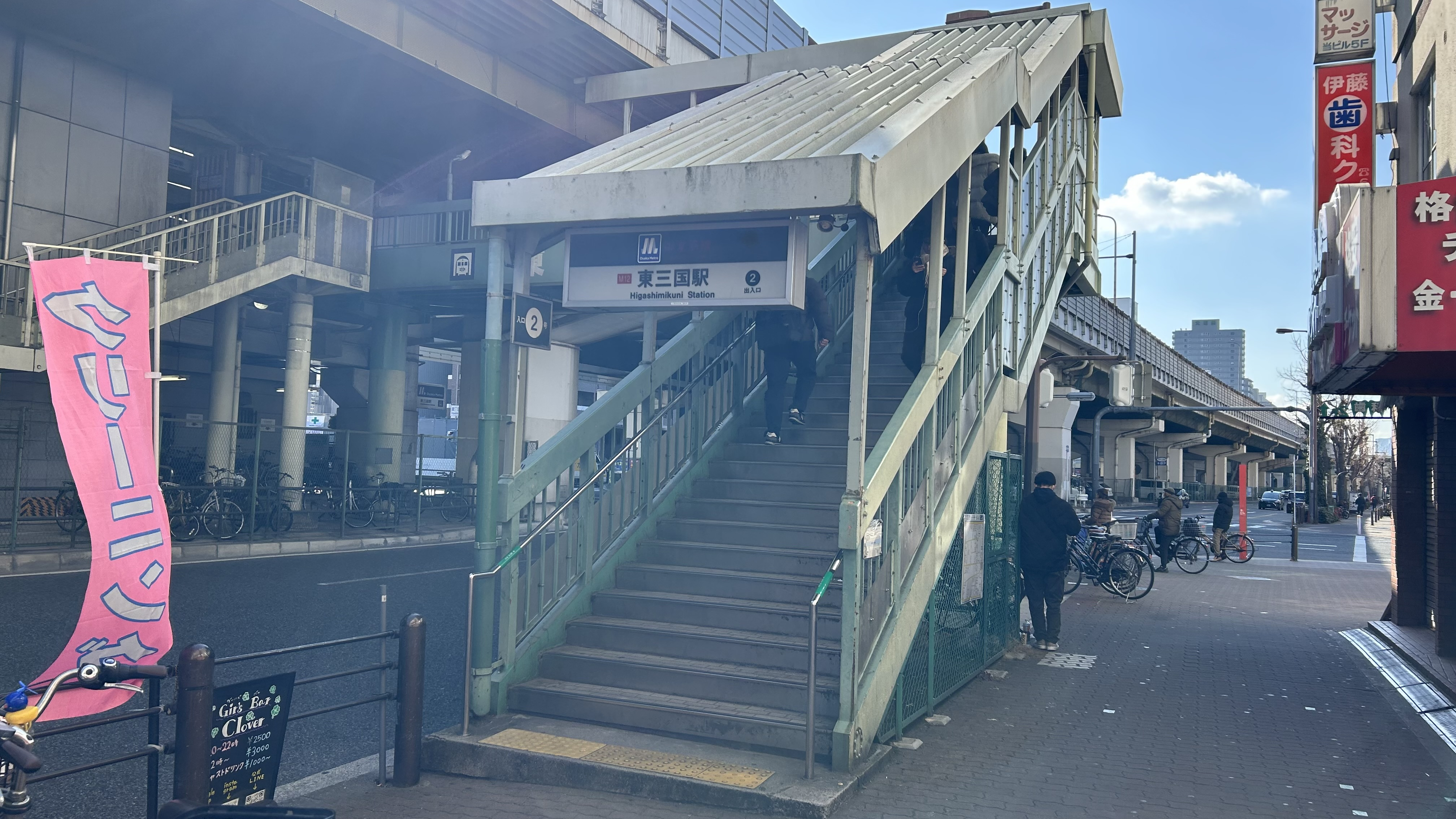
2号出入口
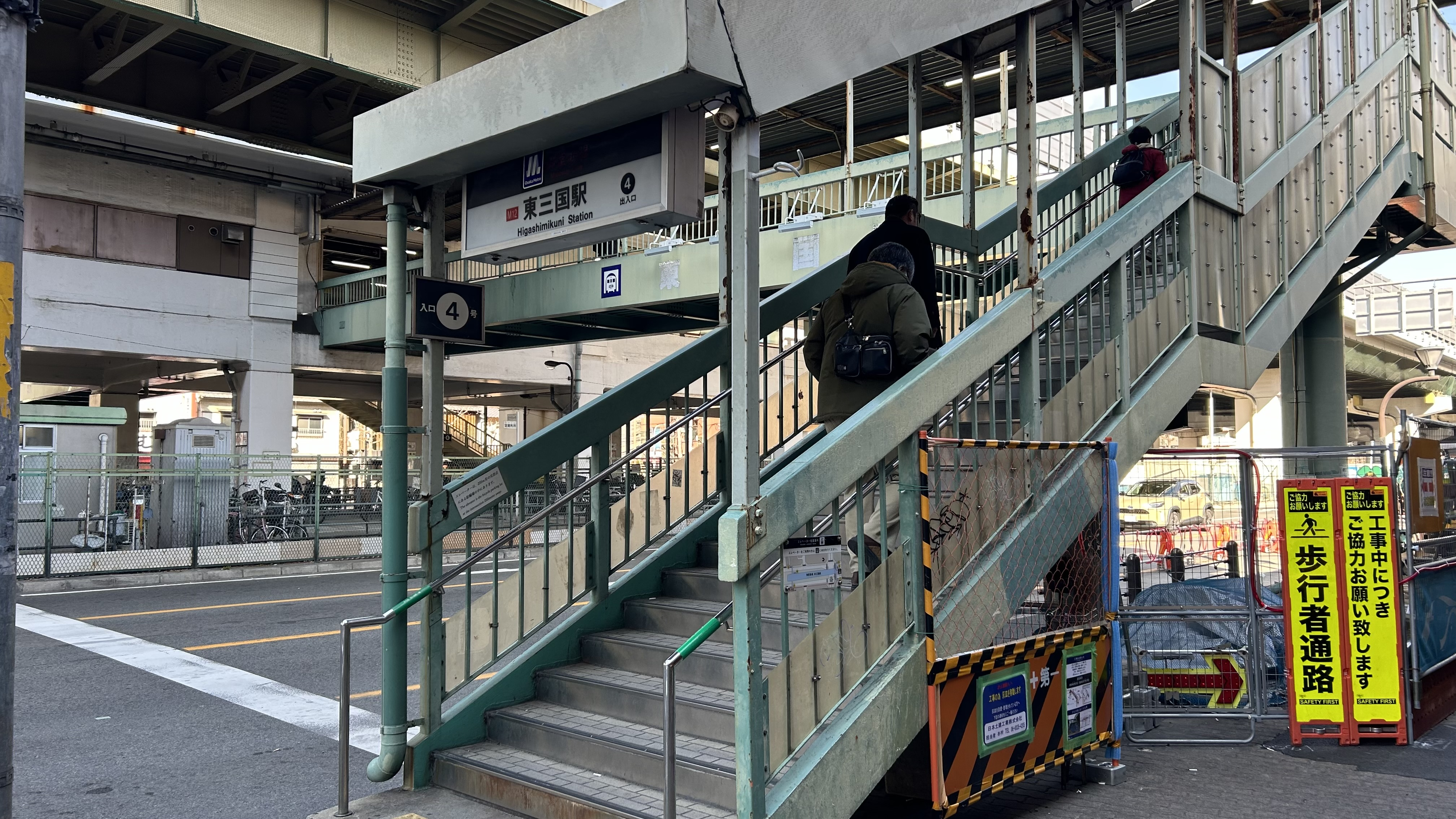
4号出入口
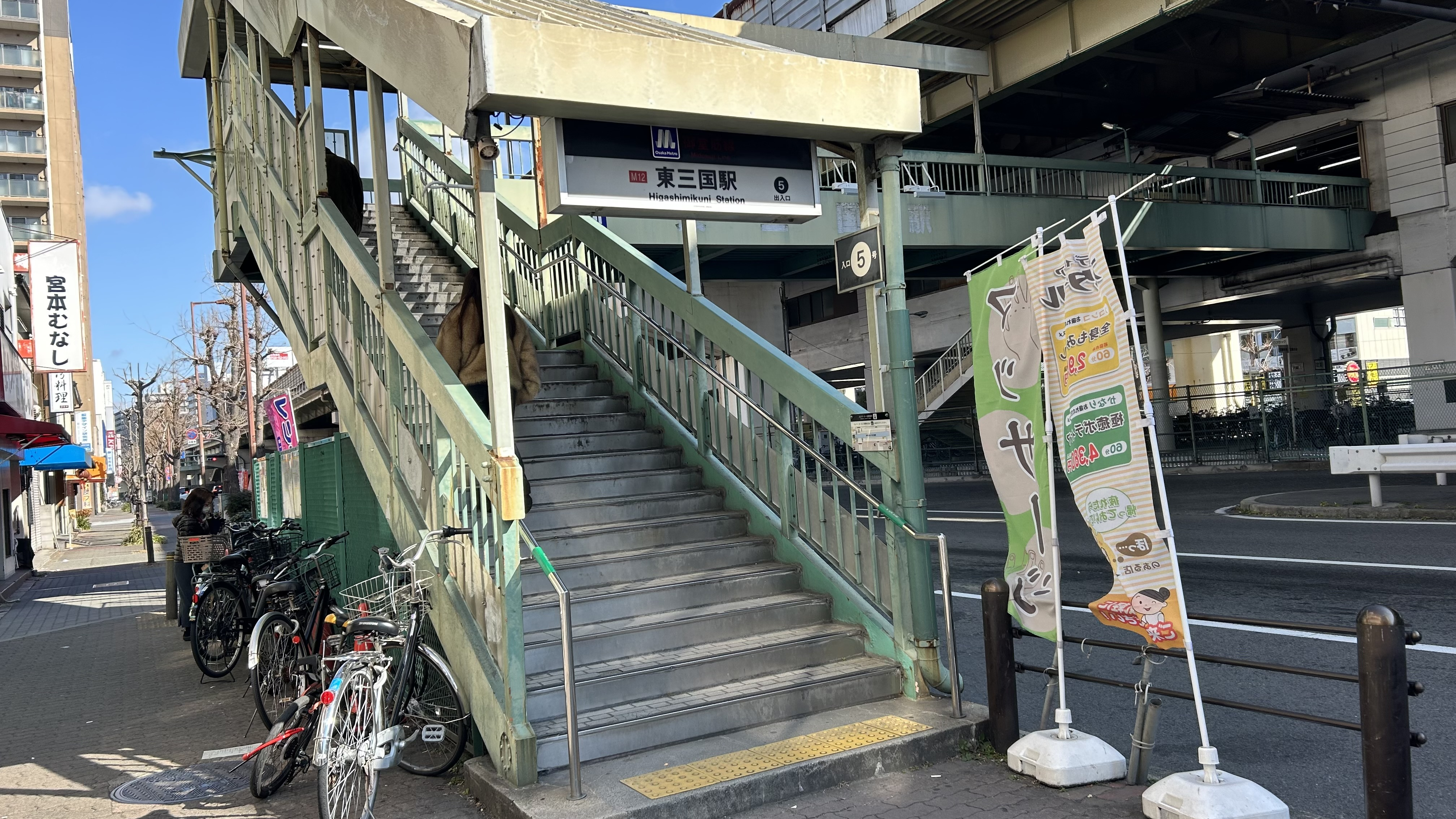
5号出入口

## 利用状況
2024年11月12日の1日乗降人員は36,365人（乗車人員：18,249人、降車人員：18,116人）であり、御堂筋線の駅では全20駅中14位（御堂筋線単独駅では第8位）。
各年度の特定日利用状況は下表の通り。なお1995年度の記録については、1996年に行われた調査である（会計年度上、表中に記載の年度となる）。
| 年度               | 調査日   | 乗車人員 | 降車人員 | 乗降人員 | 出典          | 出典          |
| 年度               | 調査日   | 乗車人員 | 降車人員 | 乗降人員 | メトロ        | 大阪府        |
| ------------------ | -------- | -------- | -------- | -------- | ------------- | ------------- |
| 1970年（昭和45年） | 11月06日 | 4,321    | 4,481    | 8,802    |               | [ 大阪府 1 ]  |
| 1972年（昭和47年） | 11月14日 | 6,219    | 6,384    | 12,603   |               | [ 大阪府 2 ]  |
| 1975年（昭和50年） | 11月07日 | 8,015    | 7,703    | 15,718   |               | [ 大阪府 3 ]  |
| 1977年（昭和52年） | 11月18日 | 10,458   | 9,959    | 20,407   |               | [ 大阪府 4 ]  |
| 1981年（昭和56年） | 11月10日 | 13,905   | 13,812   | 27,717   |               | [ 大阪府 5 ]  |
| 1985年（昭和60年） | 11月12日 | 15,390   | 15,388   | 30,778   |               | [ 大阪府 6 ]  |
| 1987年（昭和62年） | 11月10日 | 16,967   | 16,954   | 33,921   |               | [ 大阪府 7 ]  |
| 1990年（平成02年） | 11月06日 | 17,458   | 17,078   | 34,536   |               | [ 大阪府 8 ]  |
| 1995年（平成07年） | 02月15日 | 18,397   | 17,678   | 36,075   |               | [ 大阪府 9 ]  |
| 1998年（平成10年） | 11月10日 | 17,727   | 17,917   | 35,644   |               | [ 大阪府 10 ] |
| 2007年（平成19年） | 11月13日 | 17,613   | 17,437   | 35,050   |               | [ 大阪府 11 ] |
| 2008年（平成20年） | 11月11日 | 17,764   | 17,551   | 35,315   |               | [ 大阪府 12 ] |
| 2009年（平成21年） | 11月10日 | 17,268   | 17,297   | 34,565   |               | [ 大阪府 13 ] |
| 2010年（平成22年） | 11月09日 | 17,037   | 16,853   | 33,890   |               | [ 大阪府 14 ] |
| 2011年（平成23年） | 11月08日 | 16,842   | 16,632   | 33,474   |               | [ 大阪府 15 ] |
| 2012年（平成24年） | 11月13日 | 16,953   | 16,885   | 33,838   |               | [ 大阪府 16 ] |
| 2013年（平成25年） | 11月19日 | 17,284   | 17,013   | 34,297   | [ メトロ 1 ]  | [ 大阪府 17 ] |
| 2014年（平成26年） | 11月11日 | 17,537   | 17,226   | 34,763   | [ メトロ 2 ]  | [ 大阪府 18 ] |
| 2015年（平成27年） | 11月17日 | 18,006   | 17,972   | 35,978   | [ メトロ 3 ]  | [ 大阪府 19 ] |
| 2016年（平成28年） | 11月08日 | 17,850   | 17,923   | 35,773   | [ メトロ 4 ]  | [ 大阪府 20 ] |
| 2017年（平成29年） | 11月14日 | 18,488   | 18,256   | 36,744   | [ メトロ 5 ]  | [ 大阪府 21 ] |
| 2018年（平成30年） | 11月13日 | 18,394   | 18,210   | 36,604   | [ メトロ 6 ]  | [ 大阪府 22 ] |
| 2019年（令和元年） | 11月12日 | 18,452   | 18,246   | 36,698   | [ メトロ 7 ]  | [ 大阪府 23 ] |
| 2020年（令和02年） | 11月10日 | 16,113   | 15,879   | 31,992   | [ メトロ 8 ]  | [ 大阪府 24 ] |
| 2021年（令和03年） | 11月16日 | 15,951   | 15,847   | 31,798   | [ メトロ 9 ]  | [ 大阪府 25 ] |
| 2022年（令和04年） | 11月15日 | 16,126   | 15,905   | 32,031   | [ メトロ 10 ] | [ 大阪府 26 ] |
| 2023年（令和05年） | 11月07日 | 17,428   | 17,172   | 34,600   | [ メトロ 11 ] | [ 大阪府 27 ] |
| 2024年（令和06年） | 11月12日 | 18,249   | 18,116   | 36,365   | [ メトロ 12 ] |               |

## 駅周辺
周辺はマンションやビルのほか、飲食店や商業施設も多い。大阪都心へのアクセスの良さと、新大阪駅や東淀川駅に近いことから、単身赴任の住民が多いのが特徴である。
- 国道423号（新御堂筋）
- 大阪市立新東三国小学校・保育所
- 大阪市立東三国中学校・東三国小学校
- 大阪市立北中島小学校
- 東三国保育園
- 常光寺
- 蒲田神社
- 大阪府警察第三方面本部
- 大阪府営三国高層住宅
- 淀川東三国郵便局
- 淀川東三国二郵便局
- 淀川宮原郵便局
- スマイル淀川 淀川店
- ダイエー東三国店・イオンフードスタイル
- ジャパン東三国店
- エディオン三国店
- 業務スーパーTAKENOKO新大阪三国店
- ホームセンターコーナン三国店
- ショッピングプラザ新大阪
- 東海道本線（JR京都線）東淀川駅
- 関西電力西三国変電所
- 東三国下水処理場
- 東横イン新大阪東三国駅前
- 沢井製薬本社
- 日本フイルコン大阪支店

## 隣の駅
大阪市高速電気軌道 (Osaka Metro)
 御堂筋線
江坂駅 (M11) - 東三国駅 (M12) - 新大阪駅 (M13)
- ( ) 内は駅番号を示す。

### 記事本文

### 利用状況
1. ↑  大阪府統計年鑑 - 大阪府
2. ↑  大阪市統計書 - 大阪市
3. ↑  路線別駅別乗降人員 - 大阪市高速電気軌道

#### 大阪市高速電気軌道
1. ↑  路線別乗降人員 （2013年11月19日（火）交通調査） (PDF)
2. ↑  路線別乗降人員 （2014年11月11日（火）交通調査） (PDF)
3. ↑  路線別乗降人員 （2015年11月17日（火）交通調査） (PDF)
4. ↑  路線別乗降人員 （2016年11月8日（火）交通調査） (PDF)
5. ↑  路線別乗降人員 （2017年11月14日（火）交通調査） (PDF)
6. ↑  路線別乗降人員 （2018年11月13日（火）交通調査） (PDF)
7. ↑  路線別乗降人員 （2019年11月12日（火）交通調査） (PDF)
8. ↑  路線別乗降人員 （2020年11月10日（火）交通調査） (PDF)
9. ↑  路線別乗降人員 （2021年11月16日（火）交通調査） (PDF)
10. ↑  路線別乗降人員 （2022年11月15日（火）交通調査） (PDF)
11. ↑  路線別乗降人員 （2023年11月7日（火）交通調査） (PDF)
12. ↑  路線別乗降人員 （2024年11月12日（火）交通調査） (PDF)

#### 大阪府統計年鑑
1. ↑  大阪府統計年鑑（昭和46年） (PDF)
2. ↑  大阪府統計年鑑（昭和48年） (PDF)
3. ↑  大阪府統計年鑑（昭和51年） (PDF)
4. ↑  大阪府統計年鑑（昭和53年） (PDF)
5. ↑  大阪府統計年鑑（昭和57年） (PDF)
6. ↑  大阪府統計年鑑（昭和61年） (PDF)
7. ↑  大阪府統計年鑑（昭和63年） (PDF)
8. ↑  大阪府統計年鑑（平成3年） (PDF)
9. ↑  大阪府統計年鑑（平成8年） (PDF)
10. ↑  大阪府統計年鑑（平成11年） (PDF)
11. ↑  大阪府統計年鑑（平成20年） (PDF)
12. ↑  大阪府統計年鑑（平成21年） (PDF)
13. ↑  大阪府統計年鑑（平成22年） (PDF)
14. ↑  大阪府統計年鑑（平成23年） (PDF)
15. ↑  大阪府統計年鑑（平成24年） (PDF)
16. ↑  大阪府統計年鑑（平成25年） (PDF)
17. ↑  大阪府統計年鑑（平成26年） (PDF)
18. ↑  大阪府統計年鑑（平成27年） (PDF)
19. ↑  大阪府統計年鑑（平成28年） (PDF)
20. ↑  大阪府統計年鑑（平成29年） (PDF)
21. ↑  大阪府統計年鑑（平成30年） (PDF)
22. ↑  大阪府統計年鑑（令和元年） (PDF)
23. ↑  大阪府統計年鑑（令和2年） (PDF)
24. ↑  大阪府統計年鑑（令和3年） (PDF)
25. ↑  大阪府統計年鑑（令和4年） (PDF)
26. ↑  大阪府統計年鑑（令和5年） (PDF)
27. ↑  大阪府統計年鑑（令和6年） (PDF)